# Deisendorf
Deisendorf is een plaats in de Duitse gemeente Überlingen, deelstaat Baden-Württemberg, en telt 579 inwoners (2006).